# Кисач
Кисач (слч. Kysáč, мађ. Kiszács) је насеље у општини Нови Сад, у Јужнобачком округу, у Србији. Према попису из 2022. било је 4511 становника.

## Историја
Кисач се први пут спомиње у 17. веку и то као село са искључиво српским становништвом, а стотинак година касније у село се досељавају и Словаци. По попису православних парохија у Кисачу је 1733. године било 110 домова и два православна свештеника: Леонтије Поповић и Павел Миладиновић. У Кисачу се налази евангелистички храм из 1795. и православни храм из 1773, као и основна школа у којој се настава одвија на словачком и српском језику. Српски роман купио је 1808. године претплатом Аврам Гаиновић из Кисача.
Овде се налази Железничка станица Кисач.

## Демографија
У насељу Кисач живи 4402 пунолетна становника, а просечна старост становништва износи 40,3 година (38,9 код мушкараца и 41,6 код жена). У насељу има 1966 домаћинстава, а просечан број чланова по домаћинству је 2,78. (Према попису из 2011. године)
Ово насеље је углавном насељено Словацима (према попису из 2011. године), а у последња четири пописа, примећен је пад у броју становника.
|  |

| Демографија | Демографија | Демографија |
| Година      | Становника  | Становника  |
| ----------- | ----------- | ----------- |
| 1948.       | 5.664       |             |
| 1953.       | 5.671       |             |
| 1961.       | 5.907       |             |
| 1971.       | 6.022       |             |
| 1981.       | 6.220       |             |
| 1991.       | 5.850       |             |
| 2002.       | 5.471       | 5.568       |
| 2011.       | 5.091       | 5.344       |
| 2022.       | 4.511       |             |

| Етнички састав према попису из 2002.‍ | Етнички састав према попису из 2002.‍ | Етнички састав према попису из 2002.‍ | Етнички састав према попису из 2002.‍ | Етнички састав према попису из 2002.‍ |
| ------------------------------------ | ------------------------------------ | ------------------------------------ | ------------------------------------ | ------------------------------------ |
|                                      |                                      |                                      |                                      |                                      |
| Словаци                              | Словаци                              |                                      | 4.505                                | 82,34%                               |
| Срби                                 | Срби                                 |                                      | 650                                  | 11,88%                               |
| Југословени                          | Југословени                          |                                      | 106                                  | 1,93%                                |
| Мађари                               | Мађари                               |                                      | 52                                   | 0,95%                                |
| Роми                                 | Роми                                 |                                      | 33                                   | 0,60%                                |
| Хрвати                               | Хрвати                               |                                      | 27                                   | 0,49%                                |
| Црногорци                            | Црногорци                            |                                      | 10                                   | 0,18%                                |
| Русини                               | Русини                               |                                      | 8                                    | 0,14%                                |
| Руси                                 | Руси                                 |                                      | 3                                    | 0,05%                                |
| Чеси                                 | Чеси                                 |                                      | 2                                    | 0,03%                                |
| Немци                                | Немци                                |                                      | 2                                    | 0,03%                                |
| Македонци                            | Македонци                            |                                      | 2                                    | 0,03%                                |
| Буњевци                              | Буњевци                              |                                      | 1                                    | 0,01%                                |
| Албанци                              | Албанци                              |                                      | 1                                    | 0,01%                                |
| непознато                            | непознато                            |                                      | 19                                   | 0,34%                                |

| Година пописа     | 1948. | 1953. | 1961. | 1971. | 1981. | 1991. | 2002. |
| ----------------- | ----- | ----- | ----- | ----- | ----- | ----- | ----- |
| Број домаћинстава | 1.556 | 1.658 | 1.834 | 1.853 | 2.003 | 2.025 | 1.966 |

| Број чланова      | 1   | 2   | 3   | 4   | 5   | 6  | 7  | 8 | 9 | 10 и више | Просек |
| ----------------- | --- | --- | --- | --- | --- | -- | -- | - | - | --------- | ------ |
| Број домаћинстава | 416 | 504 | 421 | 423 | 140 | 45 | 15 | 2 | 0 | 0         | 2,78   |

| Пол    | Укупно | Неожењен/Неудата | Ожењен/Удата | Удовац/Удовица | Разведен/Разведена | Непознато |
| ------ | ------ | ---------------- | ------------ | -------------- | ------------------ | --------- |
| Мушки  | 2.234  | 659              | 1.398        | 127            | 50                 | 0         |
| Женски | 2.375  | 386              | 1.422        | 506            | 61                 | 0         |
| УКУПНО | 4.609  | 1.045            | 2.820        | 633            | 111                | 0         |

| Пол    | Укупно                    | Пољопривреда, лов и шумарство | Рибарство                            | Вађење руде и камена | Прерађивачка индустрија       |
| ------ | ------------------------- | ----------------------------- | ------------------------------------ | -------------------- | ----------------------------- |
| Мушки  | 1.276                     | 395                           | 0                                    | 3                    | 454                           |
| Женски | 840                       | 236                           | 0                                    | 1                    | 149                           |
| УКУПНО | 2.116                     | 631                           | 0                                    | 4                    | 603                           |
| Пол    | Производња и снабдевање   | Грађевинарство                | Трговина                             | Хотели и ресторани   | Саобраћај, складиштење и везе |
| Мушки  | 13                        | 85                            | 145                                  | 13                   | 44                            |
| Женски | 2                         | 10                            | 123                                  | 19                   | 13                            |
| УКУПНО | 15                        | 95                            | 268                                  | 32                   | 57                            |
| Пол    | Финансијско посредовање   | Некретнине                    | Државна управа и одбрана             | Образовање           | Здравствени и социјални рад   |
| Мушки  | 6                         | 19                            | 21                                   | 16                   | 16                            |
| Женски | 6                         | 20                            | 11                                   | 50                   | 159                           |
| УКУПНО | 12                        | 39                            | 32                                   | 66                   | 175                           |
| Пол    | Остале услужне активности | Приватна домаћинства          | Екстериторијалне организације и тела | Непознато            | Непознато                     |
| Мушки  | 33                        | 1                             | 0                                    | 12                   | 12                            |
| Женски | 26                        | 12                            | 0                                    | 3                    | 3                             |
| УКУПНО | 59                        | 13                            | 0                                    | 15                   | 15                            |

## Познати становници
- Милан Степанов, фудбалер
- Јан Подхрадски, фудбалер
- Јозеф Рохачек, преводилац Библије
- Иван Владимир Рохачек, шахиста
- Данијел Пиксијадес, књижевник